# Legnano (posamine)
Il Legnano è stato un posamine della Regia Marina.

## Costruzione e caratteristiche

Il Legnano visto di profilo.

Costruito tra il 1926 ed il 1927 nei Cantieri Navali Riuniti di Ancona, il Legnano faceva parte della classe Azio, progettata all'inizio degli anni '20 (le navi della classe furono ordinate nel 1924 per il servizio nelle colonie) dal colonnello del Genio Navale Francesco Rotundi (a preparare il capitolato tecnico del Legnano fu l'ingegner Leonardo Fea). Le unità di tale classe avrebbero dovuto servire sia come posamine che come navi coloniali: il loro principale compito sarebbe infatti consistito nella posa di campi minati difensivi nelle acque delle colonie e dei possedimenti italiani in Mediterraneo e Mar Rosso, a difesa delle relative coste. Oltre che alla posa di sbarramenti difensivi sulle rotte d'accesso ai porti italiani, tali unità avrebbero provveduto alla posa di sbarramenti offensivi sulle rotte percorse dal naviglio avversario, ed erano inoltre in grado di essere impiegati come dragamine. Grazie tuttavia alle loro ottime caratteristiche marine, le unità della classe Azio, nel corso degli anni '20 e '30, si rivelarono adatte a numerosi e svariati utilizzi, quali cannoniere, navi scuola, navi coloniali, navi idrografiche o stazionarie in acque straniere, utilizzabili sia in Italia che nelle colonie od in località ancora più lontane.
Nel corso della costruzione le unità della classe vennero modificate con l'aggiunta di ulteriori pesi, che ridusse di un nodo (da 16 a 15) la velocità rispetto a quella di progetto, ma che non impedì comunque di utilizzare le unità anche come navi scorta. Essendo state concepite anche per la rappresentanza presso nazioni estere e la permanenza in climi caldi, le unità della classe ebbero un allestimento particolarmente confortevole e curato, anche lussuoso, furono muniti di isolamenti termici (per poter stazionare a lungo in aree con clima tropicale, impedendo il raggiungimento di temperature elevate nei locali interni) e di stazioni radio di notevole potenza. Vi erano inoltre alloggi in eccesso, per poter ospitare altro personale. Grazie al ridotto pescaggio ed alla loro versatilità, le navi potevano anche essere impiegate, all'occorrenza, nella navigazione fluviale.

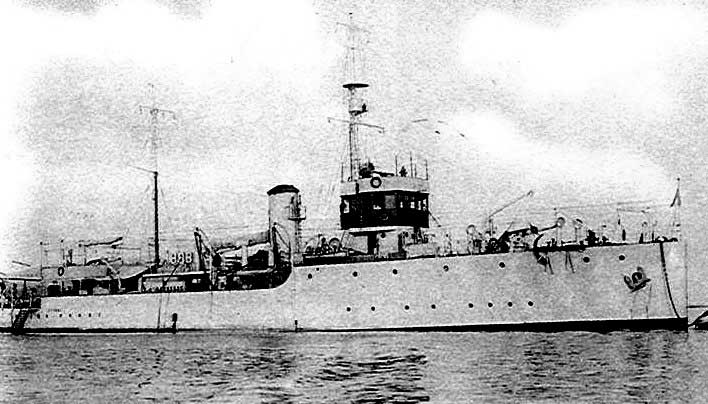
Il posamine da tre quarti di prua.

I posamine della classe Azio avevano tagliamare dritto, un alto bordo libero ed oltre un terzo dello scafo occupato dal castello di prua, a poppavia del quale vi era una grande tuga che raggiungeva la poppa. In corrispondenza dell'estremità anteriore del ponte di castello vi erano plancia, timoniera (che formavano un blocco unico) e controplancia scoperta, su due ponti, a poppavia della quale vi era il fumaiolo, con una leggera inclinazione verso poppa, poi gli osteriggi della sala macchine ed il locale di governo secondario. Vi erano due alberi verticali, a stilo e privi di montanti. Nel sottocastello e nella parte prodiera del ponte di primo corridoio si trovavano i locali per l'equipaggio, mentre a poppavia della sala macchine, sul ponte di primo corridoio, erano sistemati i camerini degli ufficiali e dei sottufficiali di grado più elevato. A centro nave, ai lati del ponte di coperta, vi erano le gru di diverse motobarche ed imbarcazioni utilizzate per servizi vari. Lo scafo era in acciaio dolce Martin-Siemens.
L'apparato motore consisteva in due macchine a vapore verticali a triplice espansione, che, alimentate da altrettante caldaie a tubi d'acqua, sviluppavano la potenza totale di 1500 CV, consentendo una velocità di 15 nodi, alla quale l'autonomia era di 1500 miglia. La suddivisione dell'apparato motore su due assi contribuì positivamente, insieme al disegno dello scafo, dalle caratteristiche molto marine, a conferire agli Azio eccellenti qualità di tenuta del mare e manovrabilità. Mentre Legnano, Azio e Lepanto avevano caldaie alimentate a nafta (75 tonnellate), Dardanelli, Ostia e Milazzo le avevano a carbone (85 tonnellate). Secondo alcune fonti le unità erano in origine provviste anche di velatura ausiliaria: un fiocco di 26 m², una trinchettina di 93 m², una randa di 98 m² ed velaccio di 98 m². Il timone non era compensato.

Il Legnano ormeggiato nella baia di Alimnia (Rodi) il 4 settembre 1940, unitamente a cinque MAS della XI e XVI Squadriglia (III Flottiglia).

 L'armamento principale consisteva in due cannoni Terni (od Ansaldo Schneider) da 102/35 Mod. 1914, uno situato sul ponte di castello, a proravia della plancia, e l'altro sul cielo della parte di estrema poppa della tuga. Come armamento secondario cinque delle sei unità, compreso il Legnano (l'unica eccezione era il Lepanto) disponevano di un cannone contraereo Ansaldo da 76/40 Mod. 1917. I cannoni da 102/35 e 76/40 erano provvisti anche di una canna minore, da 25 mm, per le esercitazioni. Secondo alcune fonti l'armamento secondario, oltre al cannone da 76/40, comprendeva anche due mitragliere da 40/56 mm, mentre altre fonti parlando di due mitragliere Colt-Browning Mod. 1914 da 6,5 mm. Le navi disponevano delle attrezzature per trasportare e posare 80 mine, per un peso complessivo di 86 tonnellate.
La riuscita degli Azio fu tale che se ne progettò la riproduzione in un maggior numero di unità, con alcune migliorie, ma ciò fu reso impossibile dalla mancanza di fondi. Due unità tipo Azio migliorato, la classe Babr, vennero costruite per la Marina imperiale iraniana. Le linee degli Azio vennero riprese nel 1941, quando vennero progettate le corvette della classe Gabbiano.

## Storia
In tempo di pace il Legnano venne impiegato anche come nave scuola e nave coloniale.

Il Legnano ormeggiato nel porto interno di Rodi nella primavera 1940. La nave, con il gran pavese issato, è all’ormeggio accanto a quattro MAS della VII o della XI Squadriglia.

 Nel 1934 il posamine era stanziato in Egeo. A bordo della nave, in questo periodo, prestò servizio, come capo cannoniere, Alessio De Vito, che avrebbe in seguito partecipato all'attacco alla baia di Suda.
A partire dal 1937 il Legnano, dislocato nel Dodecaneso, divenne essenzialmente la nave di rappresentanza del governatore del possedimento, Cesare Maria De Vecchi, venendo anche impiegata, a volte, come nave appoggio MAS: ad esempio, in alcune occasioni, come nell'estate 1940, il Legnano prese a rimorchio i MAS che dovevano essere trasferiti tra località del Mar Egeo. A causa di questo suo utilizzo, il Legnano non ebbe mai impiego, scoppiata la guerra, come posamine, e per tale utilizzo fu necessario requisire e modificare la motonave mista Lero.
Il 10 giugno 1940, data dell'entrata dell'Italia nel secondo conflitto mondiale, il Legnano faceva parte del Gruppo Navi Ausiliarie Dipartimentali del Comando Navale Mar Egeo, con base a Rodi.

Una fotografia scattata dalla plancia del Legnano nella tarda primavera del 1940. Il posamine, urtato da una torpediniera classe Spica della VIII Squadriglia sospinta dal vento, ha a sua volta urtato un'unità analoga ormeggiata sul lato opposto, e gli equipaggi stanno cercando di allontanare le rispettive navi.

 Il 25 maggio 1941, durante i preparativi di un convoglio che avrebbe sbarcato a Creta un corpo di spedizione italiano, per prendere parte all'occupazione tedesca dell'isola, il capitano di vascello Aldo Cocchia, comandante del convoglio, richiese il Legnano, che era a personale disposizione del governatore, come unità capo convoglio, in considerazione del suo armamento e delle sue eccellenti attrezzature radio, ma tale richiesta venne respinta dal generale Bastico, per non rischiare di perdere l'unità.
L'utilizzo del Legnano conobbe un radicale cambiamento con la sostituzione del governatore De Vecchi con l'ammiraglio Inigo Campioni: con l'arrivo di Campioni, nel luglio 1941, il Legnano iniziò ad essere utilizzato come avviso scorta e nave sede comando, utilizzo che continuò ad avere sino all'armistizio.
Alla data dell'armistizio, l'8 settembre 1943, il Legnano si trovava ancora nel Dodecaneso, nell'isola di Lero. Insieme alle altre unità italiane rimaste nel possedimento (tra cui il gemello Azio, che in ultimo poté rifugiarsi in Turchia), il posamine prese parte alla resistenza dell’isola contro l’offensiva tedesca.
Il 5 ottobre 1943, nel corso di un attacco aereo da parte di bombardieri in picchiata Junkers Ju 87 «Stuka» della Luftwaffe, il Legnano venne colpito ed affondò nella baia di Portolago, insieme alla motozattera MZ 73 ed al piroscafetto requisito e dragamine ausiliario Porto di Roma. Altre fonti collocano l'attacco e l'affondamento al 7 od all'8 ottobre. Dopo la distruzione del Legnano, l'equipaggio, unitosi alle truppe di terra, continuò a partecipare alla difesa dell'isola sino alla sua resa, verificatasi il 16 novembre 1943.